# José Camilo Crotto
José Camilo Crotto (Dolores, 26 maggio 1863 – Buenos Aires, 15 giugno 1936) è stato un politico e avvocato argentino.

## Biografia
Figlio in un immigrato piemontese originario di Piscina titolare di una pulpería nel partido di Tordillo e di una donna francese, Crotto aveva nove fratelli di cui solo sei raggiunsero la maggior età.
Si laureò in legge a Buenos Aires nel 1887.
Partecipò alla fondazione dell'Unione Civica nel 1890. L'anno seguente Crotto fu uno dei fondatori dell'Unione Civica Radicale (UCR). Nel 1893 prese parte alla Rivoluzione del Parco come capo di uno dei cinque gruppi che componevano la Legione Cittadina, l'ala militare dell'Unione Civica. Insieme a Hipólito Yrigoyen fu poi uno dei leader della Rivoluzione del 1905. Nel 1909 fu eletto presidente del Comitato Nazionale dell'UCR.
Tra il 1912 e il 1918 fu senatore nazionale in rappresentanza della città di Buenos Aires.
Nel 1918 fu eletto governatore della provincia di Buenos Aires. A causa di uno scontro personale con il presidente Yrigoyen, si dimise nel 1921. In conseguenza a ciò, formò una corrente interna al radicalismo che si opponeva a Yrigoyen, nota come “crottismo”. Crotto e i suoi uomini aderiranno poi all'Unione Civica Radicale Antipersonalista nel 1924.
Negli anni successivi Crotto diventerà un proprietario terriero nella zona di Dolores e un dirigente della sezione locale della Sociedad Rural.
È sepolto nel cimitero della Recoleta di Buenos Aires.

## Nella cultura di massa
Durante il suo governo della provincia di Buenos Aires Crotto emanò il decreto 3/1920 che autorizzava e consentiva ai lavoratori rurali stagionali di viaggiare gratuitamente sui treni merci, che iniziarono a essere chiamati “crotos”. Successivamente, nello spagnolo rioplatense, la parola venne usata per indicare i senzatetto o le persone mal vestite.